# Les Œufs cassés
Les Œufs cassés est une peinture à l'huile  sur toile réalisée par l'artiste français Jean-Baptiste Greuze en 1756 représentant une famille autour  des  « œufs cassés ». Elle est conservée au Metropolitan Museum of Art de New York.

## Description
Dans un intérieur, un grand dadais, occupé à faire la cour à une jeune fille, casse maladroitement des œufs. Il se fait vigoureusement tancer par la vieille femme tandis qu'un jeune enfant opportuniste cherche sournoisement à gober un des œufs cassés. Il peut s'agir d'une métaphore de la perte de la virginité de la jeune fille. L'œuvre est exposée au Metropolitan Museum of Art dans la galerie 631. 